# 프랑스의 범죄

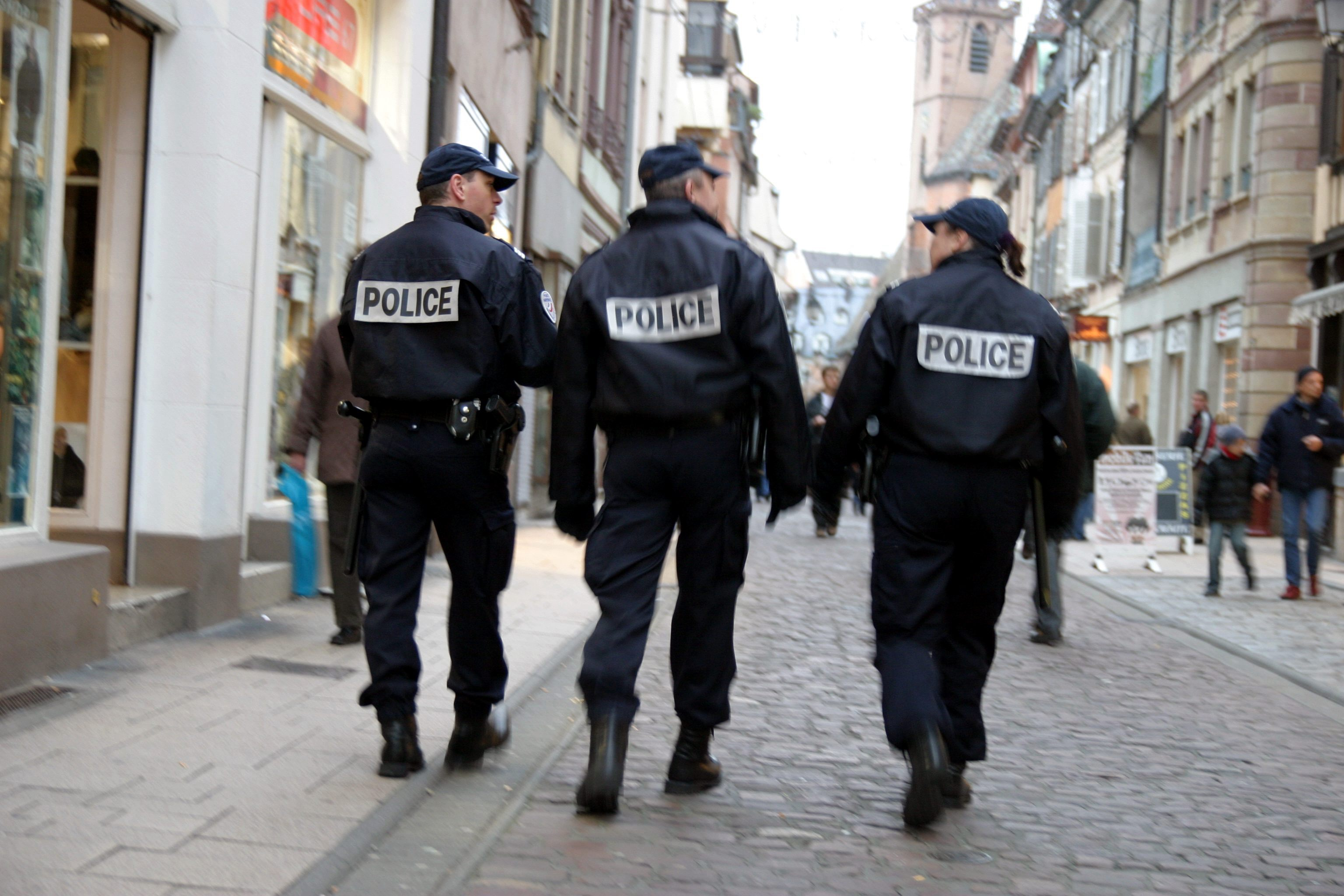
프랑스 국가 경찰의 도보 순찰.

프랑스의 범죄는 다양한 프랑스 법 집행 기관에 의해 단속된다.

## 유형별 범죄

### 살인
프랑스의 살인율은 최근 몇 년 동안 상당한 변동을 보였지만, 2020년부터 2023년까지 증가하는 경향을 보였다. 2020년에는 인구 10만 명당 1.21건, 2021년에는 1.3건, 2022년에는 1.4건, 2023년에는 1.5건을 기록했다.
마약 밀매는 프랑스에서 발생한 살인의 상당 부분이 마약 거래와 관련되어 있다는 사실 때문에 지난 몇 년간 프랑스에서 점증하는 우려 사항이었다.
2024년에는 마약 밀매와 관련된 살인 및 살인 미수 사건이 367건(2023년 418건 대비) 기록되었으며, 이 범죄에 연루된 젊은 층의 비율이 높았다.
이러한 감소는 2023년 마약 관련 살인의 상당 부분을 차지했던 마르세유의 두 라이벌 범죄 조직(DZ 마피아와 요다) 간의 전쟁이 종식된 것과 관련이 있다. 2023년은 마르세유에게 특히 힘든 한 해였는데, 49명이 총에 맞아 사망하고 118명이 부상당하여 마르세유의 살인율은 인구 10만 명당 5.5명에 달했다. 살인의 약 80%는 두 갱단 간의 라이벌 관계와 관련이 있었다.
2024년에 살인 및 살인 미수로 수감된 176명 중 "4분의 1"은 "20세 미만"이었고, 16명은 미성년자였다. 이러한 현상은 "프랑스 남부 절반에 특히 영향을 미친다".
테러 공격은 프랑스에서, 특히 1970년대 중반 이후로 발생했다. 여기에는 1995년 프랑스 폭탄 테러, 2015년 1월 일드프랑스 공격, 2015년 11월 파리 테러, 2016년 마냥빌 흉기 난동, 2016년 니스 테러, 2016년 생테티엔뒤루브레 성당 테러, 2018년 파리 흉기 공격 등이 포함된다. 이러한 공격들은 2014년 이후 살인율 변동의 한 원인이 되었다.
2018년 9월, 로데스 시에서 경찰서장이 칼에 찔려 사망했다. 로데스 시장 크리스티앙 테세드르는 "공격자는 경찰에 알려진 인물이었다. 그는 4월 11일에 시청 문을 훼손했었다"고 말했다.
2019년 8월 31일, 리옹 빌뢰르반에서 19세 남성이 칼에 찔려 사망하고 8명이 부상당했다. 칼과 꼬치를 든 두 남성이 공격을 감행했다.
2020년 10월 29일, 크리스티앙 에스트로시 시장은 프랑스 니스 시내 노트르담 대성당 교회에서 용의자 테러 공격으로 3명이 사망하고 여러 명이 부상당했다고 말했다. 관계자들은 이를 테러 공격으로 주장했다.

### 강간
1971년 강간율은 인구 10만 명당 2.0명이었다. 1995년에는 12.5명이었다. 2009년에는 16.2명이었다. 2012년 보고서에 따르면 매년 약 75,000건의 강간이 발생한다.
2014년 기사에 따르면, 강간 중 약 5,000~7,000건은 윤간이다.

### 조직 범죄
르 밀리외는 프랑스의 조직 범죄의 한 범주이다. 밀리외와 관련된 범죄 집단은 프랑스의 모든 주요 도시에서 활동하지만, 대부분 마르세유, 그르노블, 파리, 리옹에 집중되어 있다.

### 부패
2011년 국제 투명성 기구는 2011년 연례 보고서에서 프랑스가 부패를 막기 위해 충분히 노력하지 않고 있다고 결론 내렸다. 2011년 10월 TNS Sofres 여론조사에 따르면 프랑스 대중의 72%가 정치인들이 부패했다고 인식하고 있었다.

## 지역별

### 우선 보안 구역
2012년 8월, 프랑스 정부는 범죄 다발 지역을 대상으로 하는 15개의 "우선 보안 구역"을 신설한다고 발표했다. 추가 경찰, 폭동 진압 경찰, 형사 및 정보 기관 요원들이 동원될 예정이다. 사회 서비스, 교육 기관 및 자선 단체 또한 선정된 지역에 추가 자원을 투입한다.
스트라스부르의 노이호프 지역은 강력 범죄를 해결해야 할 필요성 때문에 선정되었고, 파리 북쪽의 유서 깊은 전원 도시인 샹블리는 증가하는 주거 침입 및 차량 절도율 때문에 집중적으로 다루어지고 있다. 솜주의 아미앵 북부 지역과 파리 북쪽의 센생드니주 지역은 2005년 격렬한 폭동을 겪었으며, 광범위한 마약 거래와 만연한 암시장 때문에 우선 구역으로 지정되었다.

### 파리
도심에서 강력 범죄는 비교적 드물다. 소매치기가 가장 큰 문제이며, 16세 미만의 어린이가 기소하기 어렵기 때문에 주로 소매치기범이다. 샤를 드골 공항에서 도심으로 연결되는 철도 노선에서 소매치기가 매우 활발하다.
파리 경찰청은 방문객들을 위한 실용적인 조언과 유용한 전화번호를 제공하는 "완전한 안전 속의 파리"라는 팸플릿을 발행한다. 비상시 17번으로 전화하면 경찰과 연결된다. 또한 유럽 전역의 긴급 서비스 번호 112번으로 전화하여 모든 종류의 긴급 서비스 (미국 및 캐나다의 911 시스템과 유사) 운영자에게 연결할 수 있다. 프랑스어를 사용하지 않는 사람들은 영어 사용자를 찾을 때까지 지연이 발생할 수 있다.

## 같이 보기
- 프랜시스 임바르드 사건
- 엠펭 사건
- 프랑스 형법의 경범죄